# Jan Plantaz

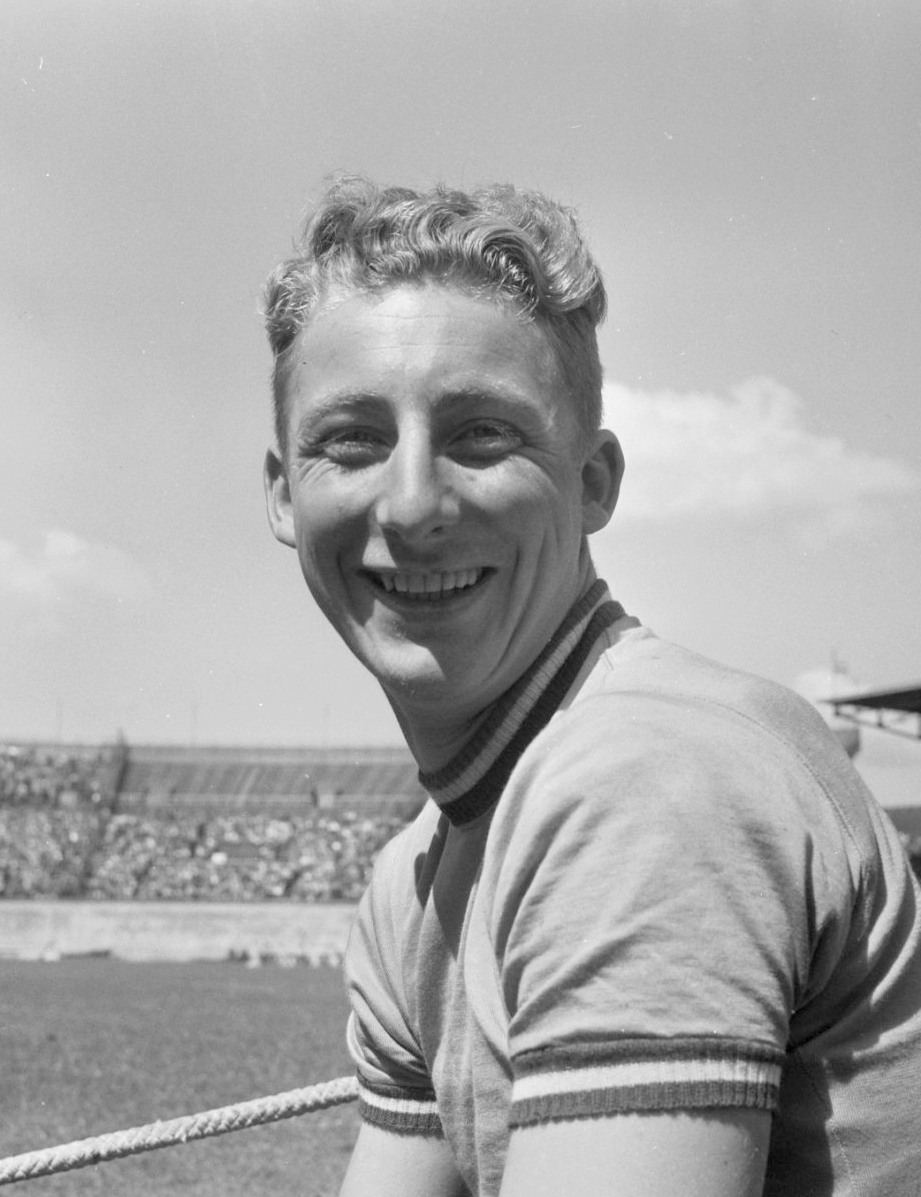
Jan Plantaz (1952)

Johannes „Jan“ Marinus Plantaz (* 9. Dezember 1930 in Geldrop, Nordbrabant; † 10. Februar 1974 in Eindhoven) war ein niederländischer Radrennfahrer. 
Plantaz erzielte seine ersten überregionalen Erfolge im Jahre 1951 als 20-jähriger Amateurstraßenfahrer. Dabei ragten der dritte Platz bei den Amateurstraßenweltmeisterschaften und der Gewinn des Straßenrennens Amsterdam–Arnhem–Tiel–Amsterdam heraus. 1952 stand er im Aufgebot der Niederlande für die olympischen Radwettbewerbe in Helsinki. Mit acht Minuten Rückstand auf den Olympiasieger wurde Plantaz lediglich 22. im olympischen Straßenrennen. In der Mannschaftswertung kam sein Team auf den 8. Platz. In der Mannschaftsverfolgung kam er mit seinem Team auf den 5. Rang.
Nachdem er 1953 eine Etappe beim Flèche du Sud in Luxemburg gewonnen hatte und in der Gesamtwertung auf Platz zwei gekommen war, wechselte er 1954 in das Lager der Berufsfahrer. Gleichzeitig verlegte er seine Aktivitäten auch auf die Bahn, wo er im selben Jahr niederländischer Vizemeister in der Einerverfolgung wurde. Er nahm an 28 Sechstagerennen teil und gewann dabei einmal 1960 das Sechstagerennen von Antwerpen. Bis zu seinem Karriereende beteiligte sich Plantaz sowohl an Straßen- als auch an Bahnrennen und gewann mehrfach zweite und dritte Plätze. 1960 gewann er das Sechstagerennen von Antwerpen. Nachdem er zuvor jeweils nur Einjahresverträge bei niederländischen Rennställen abgeschlossen hatte, war er zwischen 1957 und 1961 beim niederländischen Team Eroba-Vredestein-Team gebunden. 1961 fuhr er kurzfristig für das deutsche Team Ruberg-Liga, unter anderem mit den deutschen Fahrern Friedhelm Fischerkeller und Horst Tüller. 1961 erreichte er mit dem dritten Platz bei der niederländischen Verfolgungsmeisterschaft seinen letzten nennenswerten Erfolg. Nach Engagements bei den Schweizer Rennställen Schwab und Tigra erhielt er keinen neuen Profivertrag mehr. 